# 다스 몰

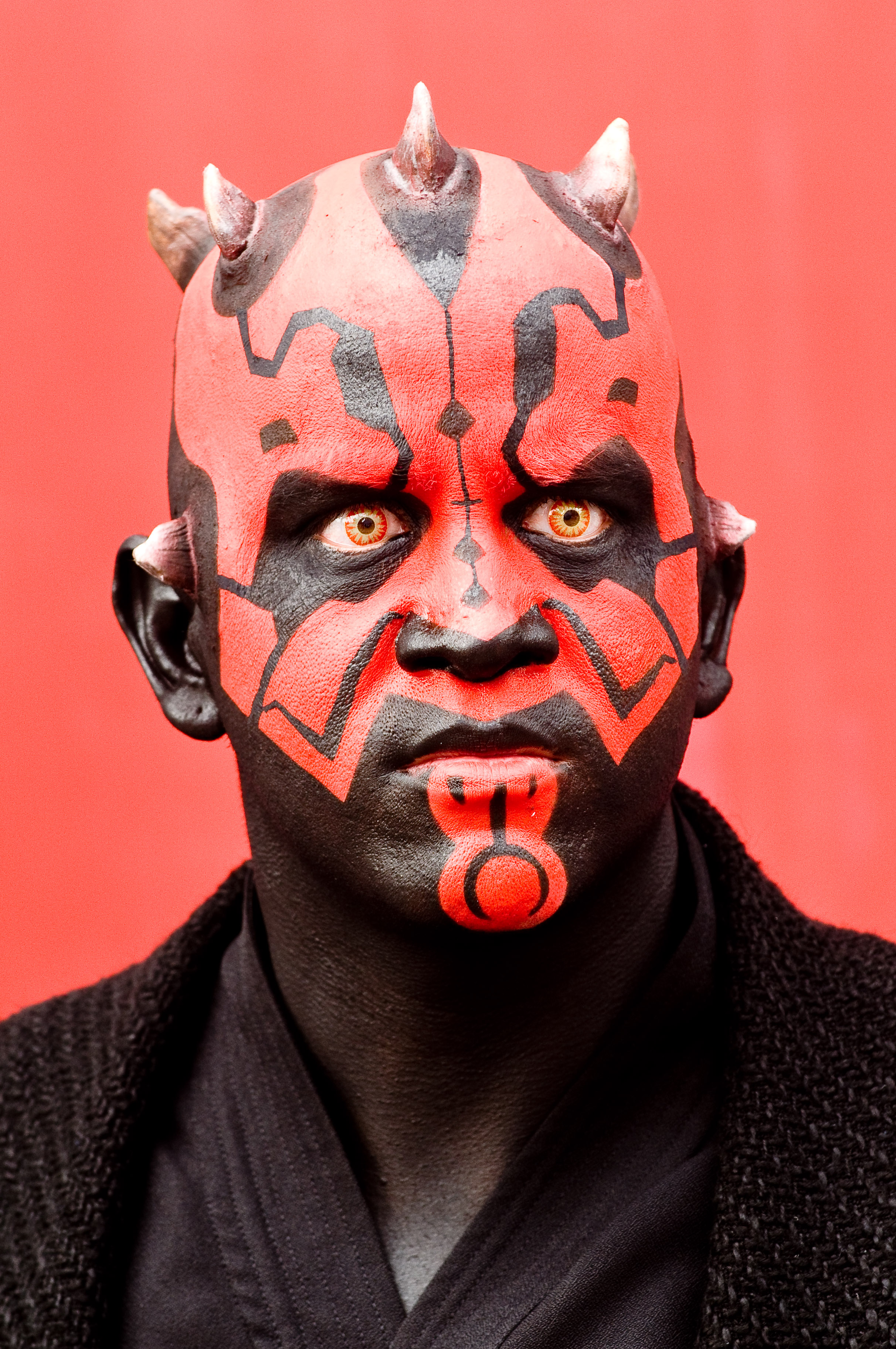

다스 몰(Darth Maul)은 스타워즈 에피소드 1에 나오는 시디어스의 제자인 시스의 군주이다.
콰이곤을 죽이고 오비완에게 라이트세이버로 잘려 죽는다.
가장 싸우고 싶어했던 제다이는 플로 쿤이다.

## 상세

### 보이지 않는 위험
쌍날 라이트세이버를 사용한다. 영화 중반부에 타투인 행성에서 갑자기 나타나 콰이곤 일행을 습격하지만 일행이 우주선을 타고 도주하며 실패한다. 이후 나부 전투에서 다시 나타나서 콰이곤 진을 죽이지만 오비완에게 방심하여 하반신이 통째로 잘려나가는 치명상을 입고 깊은 구덩이 아래로 떨어지며 실종됐다. 하지만 그는 한 쓰레기 배출선에 숨어 도망간다.

### 클론 전쟁 3D
2편 3편과 사이 시간대 작품 클론 전쟁 3D에서 그는 사실 살아있었고 거미같은 생물체로 하반신을 대신하고 있었다. 이후 그의 형제였던 사바지 오프레스는 그를 발견하고는 둘의 어머니인 마더 탤진에게 데려갔고 탤진은 미쳐있던 몰을 치유한후 그에게 그리버스 장군의 것과 비슷하게 생긴 의족을 달아준다. (그리고 이 의족은 이후 망가졌고 맨덜로리언의 과격파 반란 집단 데스워치에게 구조받은 이후 제대로된 의족을 이식받는다.) 이후 그는 사바지와 함께 각종 범죄 조직을 끌어모아서 그림자 집단을 조직한다. 시즌 5에서는 맨덜로리언 데스워치의 수장인 프리 비즐라를 결투에서 승리한 뒤 죽이고 비즐라가 갖고 다니던 다크세이버 라는 검은색 라이트세이버를 가지게 된다. 그러나 자신의 전 제자가 예상치 못하게 세력을 키워버린걸 알아차린 다스 시디어스는 자신의 위협이 되어버리기 전에 제거하고자 했고 몰은 사바지 오프레스와 함께 자신을 찾아온 다스 시디어스를 상대하지만 사바지 오프레스는 죽고, 다스 몰은 져서 치욕을 겪게 된다. 다스 시디어스에게 패배당한 이후 몰은 시스에게 배신당했다고 판단한다.

### 스타워즈 반란군
시즌 2 마지막화에 등장하는데 시디어스와의 결투에서 패배한 이후 말라코어 행성에 은거하고 있었던 그는 일행을 놓친 에즈라 브리저의 앞에 힘없는 노인인척 나타나서 그를 홀로크론으로 인도하고 찾는데 성공한다. 이후 인퀴지터리어스 다섯번째 형제, 일곱번째 자매, 여덟번째 형제와 싸우던 케이넌 제러스 일행 앞에 나타나서 일행을 돕겠다는 명분으로 다섯번째 형제, 일곱번째 자매를 대면하며 일곱번째 자매가 다스 몰이 살아있다는 소문이 사실이 었다고 하자 몰은 예전에는 다스, 지금은 몰일 뿐이다. (Formerly Darth, now just Maul) 라고 말하며 일어디선가 새로 얻은 쌍날 라이트세이버(인퀴지터리어스들의 것과 동일한 물건이지만 회전하는 부분이 부러져서 회전은 할 수 없다.)로 결투를 벌이면서 죽인다. 여전히 그를 믿지 못하던 일행은 그를 수상쩍어하지만 시스가 자신을 버렸고 이제 자신은 일행의 적의 적이라며 동료가 되려는듯 접근한다. 허나 사실 그의 본심은 에즈라 브리저를 다크사이드로 회유하여 자신의 제자로 삼은 후 시스 홀로크론을 손에 넣어 강력한 힘을 얻는 것이었으며, 시스 사원으로 간 에즈라의 행방에 대해 묻는 캐이넌의 물음에 자신의 제자를 말하는 거냐며 슬슬 본색을 드러냄과 동시에 캐이넌의 눈을 라이트세이버로 멀게 한 이후 그는 자신에게 달려든 아소카 타노와 검투를 벌이며 자신의 거창한 계획에 대해 밝혔다. 그러나 곧 제다이 템플 가드의 마스크를 착용하고 청력으로 사물을 파악하는 능력을 터득한 캐이넌과의 결투에서 그를 얕잡아 보고 몇번 칼을 부딛치다 지른 주먹을 캐이넌이 잡은 뒤 자신쪽으로 끌어당기는 바람에 낭떠러지 아래로 추락해 패배한다. 게다가 이후 에즈라가 홀로크론을 회수해버리는 바람에 목표를 달성하는 데에도 실패했다. (하지만 마지막 장면에서 에즈라가 다크사이드 포스 유저만이 열 수 있다는 시스 홀로크론을 개봉했기 때문에 그의 목표는 절반은 성공한듯 하다.) 이후 그는 인퀴지터리어스의 전용기 타이 어드밴스드 v1(다스 베이더 전용기로 알려진 타이 어드밴스드 x1의 전신)를 타고 은하계 어디론가 간다. 시즌 3에도 등장하여 오비완과 수십년만에 결투를 벌인 후 사망한다.